# Associazione Calcio Padova 1972-1973
Questa pagina raccoglie i dati riguardanti l'Associazione Calcio Padova nelle competizioni ufficiali della stagione 1972-1973.

## Stagione
Il Padova nel campionato di Serie C - Girone A si è classificato al settimo posto con 41 punti.
In Coppa Italia Semiprofessionisti la squadra si è classificata terza nel Girone G al primo turno. Qualificato il Modena.

## Rosa
| N. |                   | Ruolo | Calciatore         |
| -- | ----------------- | ----- | ------------------ |
|    | Italia (bandiera) | P     | Claudio Galassi    |
|    | Italia (bandiera) | P     | Maurizio Memo      |
|    | Italia (bandiera) | D     | Giuseppe Baracchi  |
|    | Italia (bandiera) | D     | Alberto Coramini   |
|    | Italia (bandiera) | D     | Siro Dal Pozzolo   |
|    | Italia (bandiera) | D     | Mario Furlan       |
|    | Italia (bandiera) | D     | Mauro Gatti        |
|    | Italia (bandiera) | D     | Adriano Grava      |
|    | Italia (bandiera) | D     | Roberto Marin      |
|    | Italia (bandiera) | D     | Lorenzo Miozzo     |
|    | Italia (bandiera) | D     | Gianni Nicetto     |
|    | Italia (bandiera) | D     | Lamberto Scalabrin |
|    | Italia (bandiera) | D     | Giovanni Tasca     |
|    | Italia (bandiera) | C     | Luciano Bigon      |

| N. |                   | Ruolo | Calciatore            |
| -- | ----------------- | ----- | --------------------- |
|    | Italia (bandiera) | C     | Dionisio Collavini    |
|    | Italia (bandiera) | C     | Giorgio Gennari       |
|    | Italia (bandiera) | C     | Marco Monari          |
|    | Italia (bandiera) | C     | Lorenzo Stefanelli    |
|    | Italia (bandiera) | C     | Roberto Tombolato     |
|    | Italia (bandiera) | C     | Alberto Vanoni        |
|    | Italia (bandiera) | C     | Giovanni Vidoni       |
|    | Italia (bandiera) | A     | Alessandro Barbagallo |
|    | Italia (bandiera) | A     | Paolo Ciclitira       |
|    | Italia (bandiera) | A     | Walter Frisoni        |
|    | Italia (bandiera) | A     | Giuseppe Lazzaro      |
|    | Italia (bandiera) | A     | Mario Musiello        |
|    | Italia (bandiera) | A     | Roberto Trentin       |

## Risultati

### Campionato

#### Girone di andata
| 1ª giornata | Derthona | 0 – 0 | Padova |  |

| 2ª giornata | Padova | 1 – 0 | Cossatese |  |

| 3ª giornata | Parma | 0 – 0 | Padova |  |

| 4ª giornata | Padova | 0 – 0 | Solbiatese |  |

| 5ª giornata | Seregno | 1 – 0 | Padova |  |

| 6ª giornata | Padova | 2 – 1 | Udinese |  |

| 7ª giornata | Venezia | 2 – 0 | Padova |  |

| 8ª giornata | Padova | 3 – 2 | Trento |  |

| 9ª giornata | Cremonese | 0 – 0 | Padova |  |

| 10ª giornata | Padova | 1 – 3 | Alessandria |  |

| 11ª giornata | Rovereto | 3 – 1 | Padova |  |

| 12ª giornata | Vigevano | 0 – 0 | Padova |  |

| 13ª giornata | Padova | 1 – 1 | Belluno |  |

| 14ª giornata | Triestina | 0 – 1 | Padova |  |

| 15ª giornata | Padova | 1 – 0 | Piacenza |  |

| 16ª giornata | Verbania | 1 – 0 | Padova |  |

| 17ª giornata | Padova | 3 – 0 | Pro Vercelli |  |

| 18ª giornata | Savona | 1 – 1 | Padova |  |

| 19ª giornata | Padova | 2 – 1 | Legnano |  |

#### Girone di ritorno
| 20ª giornata | Padova | 1 – 0 | Derthona |  |

| 21ª giornata | Cossatese | 2 – 2 | Padova |  |

| 22ª giornata | Padova | 0 – 4 | Parma |  |

| 23ª giornata | Solbiatese | 2 – 1 | Padova |  |

| 24ª giornata | Padova | 2 – 1 | Seregno |  |

| 25ª giornata | Udinese | 1 – 0 | Padova |  |

| 26ª giornata | Padova | 0 – 1 | Venezia |  |

| 27ª giornata | Trento | 1 – 1 | Padova |  |

| 28ª giornata | Padova | 1 – 1 | Cremonese |  |

| 29ª giornata | Alessandria | 1 – 1 | Padova |  |

| 30ª giornata | Padova | 1 – 2 | Rovereto |  |

| 31ª giornata | Padova | 1 – 1 | Vigevano |  |

| 32ª giornata | Belluno | 0 – 0 | Padova |  |

| 33ª giornata | Padova | 1 – 0 | Triestina |  |

| 34ª giornata | Piacenza | 1 – 1 | Padova |  |

| 35ª giornata | Padova | 3 – 1 | Verbania |  |

| 36ª giornata | Pro Vercelli | 0 – 1 | Padova |  |

| 37ª giornata | Padova | 0 – 0 | Savona |  |

| 38ª giornata | Legnano | 0 – 1 | Padova |  |

## Statistiche

### Statistiche di squadra
| Competizione                    | Punti | In casa | In casa | In casa | In casa | In casa | In casa | In trasferta | In trasferta | In trasferta | In trasferta | In trasferta | In trasferta | Totale | Totale | Totale | Totale | Totale | Totale | DR |
| Competizione                    | Punti | G       | V       | N       | P       | Gf      | Gs      | G            | V            | N            | P            | Gf           | Gs           | G      | V      | N      | P      | Gf     | Gs     | DR |
| ------------------------------- | ----- | ------- | ------- | ------- | ------- | ------- | ------- | ------------ | ------------ | ------------ | ------------ | ------------ | ------------ | ------ | ------ | ------ | ------ | ------ | ------ | -- |
| Serie C - Girone A              | 41    | 19      | 10      | 5       | 4       | 24      | 19      | 19           | 3            | 10           | 6            | 11           | 16           | 38     | 13     | 15     | 10     | 35     | 35     | 0  |
| Coppa Italia Semiprofessionisti | 5     | 3       | 2       | 0       | 1       | 3       | 2       | 3            | 0            | 1            | 2            | 3            | 6            | 6      | 2      | 1      | 3      | 6      | 8      | -2 |
| Totale                          | 46    | 22      | 12      | 5       | 5       | 27      | 21      | 22           | 3            | 11           | 8            | 14           | 22           | 44     | 15     | 16     | 13     | 41     | 43     | -2 |

### Statistiche dei giocatori
| Giocatore      | Serie C  | Serie C | Coppa Italia Semiprof. | Coppa Italia Semiprof. | Totale   | Totale |
| Giocatore      | Presenze | Reti    | Presenze               | Reti                   | Presenze | Reti   |
| -------------- | -------- | ------- | ---------------------- | ---------------------- | -------- | ------ |
| C. Galassi     | 25       | ?       | ?                      | ?                      | 25+      | ?      |
| M. Memo        | 13       | ?       | ?                      | ?                      | 13+      | ?      |
| G. Baracchi    | 1        | 0       | ?                      | ?                      | 1+       | 0+     |
| A. Coramini    | 28       | 0       | ?                      | ?                      | 28+      | 0+     |
| S. Dal Pozzolo | 9        | 1       | ?                      | ?                      | 9+       | 1+     |
| M. Furlan      | 21       | 0       | ?                      | ?                      | 21+      | 0+     |
| M. Gatti       | 11       | 0       | ?                      | ?                      | 11+      | 0+     |
| A. Grava       | 29       | 0       | ?                      | ?                      | 29+      | 0+     |
| R. Marin       | 29       | 0       | ?                      | ?                      | 29+      | 0+     |
| L. Miozzo      | 4        | 0       | ?                      | ?                      | 4+       | 0+     |
| G. Nicetto     | 1        | 0       | ?                      | ?                      | 1+       | 0+     |
| L. Scalabrin   | 29       | 1       | ?                      | ?                      | 29+      | 1+     |
| G. Tasca       | 1        | 0       | ?                      | ?                      | 1+       | 0+     |
| L. Bigon       | 35       | 0       | ?                      | ?                      | 35+      | 0+     |
| D. Collavini   | 2        | 0       | ?                      | ?                      | 2+       | 0+     |
| G. Gennari     | 23       | 1       | ?                      | ?                      | 23+      | 1+     |
| M. Monari      | 36       | 2       | ?                      | ?                      | 36+      | 2+     |
| L. Stefanelli  | 15       | 0       | ?                      | ?                      | 15+      | 0+     |
| R. Tombolato   | 33       | 5       | ?                      | ?                      | 33+      | 5+     |
| A. Vanoni      | 1        | 0       | ?                      | ?                      | 1+       | 0+     |
| G. Vidoni      | 2        | 0       | ?                      | ?                      | 2+       | 0+     |
| A. Barbagallo  | 1        | 0       | ?                      | ?                      | 1+       | 0+     |
| P. Ciclitira   | 26       | 7       | ?                      | ?                      | 26+      | 7+     |
| W. Frisoni     | 30       | 8       | ?                      | ?                      | 30+      | 8+     |
| G. Lazzaro     | 1        | 0       | ?                      | ?                      | 1+       | 0+     |
| M. Musiello    | 34       | 5       | ?                      | ?                      | 34+      | 5+     |
| R. Trentin     | 9        | 4       | ?                      | ?                      | 9+       | 4+     |